# Augustin Pop
Augustin Pop (n. 13 septembrie 1952, Panticeu, județul Cluj – d. 6 februarie 1998, Cluj) a fost un poet și eseist român. 

## Biografie
Urmează cursurile Liceului George Barițiu din Cluj și ale Facultății de Filologie a Universității „Babeș-Bolyai” din Cluj, secția română-italiană, pe care o absolvă în 1976. Timp de trei ani, urmează apoi cursurile Facultății de Filosofie din București. A făcut parte din gruparea revistei „Echinox”. A fost profesor de limba și literatura română la Huedin, iar din 1980 cercetător științific la Institutul de Lingvistică și Istorie Literară „Sextil Pușcariu” din Cluj. A participat, la Cluj, la revoluția română din decembrie 1989. Debutul absolut  cu poezie în revista școlară „Zorile” (1971) și în „Echinox” (1974).

## Volume

### Poeme
- Ceea ce fulgerul amână, prefață de Marian Papahagi, Cluj, Editura Dacia, 1981
- Apropierea, Cluj, Editura Dacia, 1990
- Telejurnalul de la Cluj, ediție îngrijită de Rodica Marian și Ștefan Borbély, postfață de Ștefan Borbély, Pitești, Editura Paralela 45,  2000

### Antologii
- Poèmes de Roumanie, Paris, 1990
- Young Poets of a New Romania, London & Boston, Forest Books, 1991
- Streiflicht – Eine Auswahl zeitgenössischer rumänischer Lyrik (81 rumänische Autoren), - "Lumina piezișă", antologie bilingvă cuprinzând 81 de autori români în traducerea lui Christian W. Schenk, Dionysos Verlag 1994, ISBN 3980387119

### Ediții
- Alexandru Macedonski, Poezii, antologie, prefață și tabel cronologic, Cluj, Editura Dacia, 1981

### Volume colective
- Dicționarul cronologic al romanului românesc de la origini până la 1989, București, Editura Academiei Române, 2004 (lucrare distinsă cu premiul Uniunii Scriitorilor din România)
- Tezaurul toponimic al României. Transilvania. Județul Sălaj, București, Editura Academiei Române, 2006

## Afilieri
- Membru al Uniunii Scriitorilor din România  (din 1990)
- Membru al Asociației Scriitorilor Profesioniști din România (ASPRO) (din 1994)